# Michael Schwimer
Michael Fredarick Schwimer, né le 19 février 1986 à Fairfax, en Virginie, est un lanceur de relève droitier des Ligues majeures de baseball.

## Carrière
Michael Schwimer, joueur à l'Université de Virginie à Charlottesville, est drafté au 14e tour par les Phillies de Philadelphie en 2008.
Il fait ses débuts dans le baseball majeur le 21 août 2011 par une présence de trois manches en relève pour les Phillies face aux Nationals de Washington. Il fait 12 apparitions en relève pour les Phillies en 2011 et remporte sa première victoire le 15 septembre sur les Marlins. En 2012, il apparaît dans 35 parties des Phillies, lançant 34 manches et un tiers. Il réussit 36 retraits sur des prises, remporte deux victoires contre une défaite et sa moyenne de points mérités se chiffre à 4,46.
Le 23 février 2013, les Phillies échangent Schwimer aux Blue Jays de Toronto contre le joueur de premier but des ligues mineures Art Charles.